# Campionati europei di sollevamento pesi 1953
I Campionati europei di sollevamento pesi 1953, 35ª edizione della manifestazione, si svolsero a Stoccolma dal 26 al 30 agosto; la gara mondiale venne considerata valida anche come campionato europeo e furono classificati i tre atleti del continente col miglior piazzamento. 

## Formula
La formula prevedeva tre serie di sollevamenti:
- sollevamento a distensione a due mani;
- sollevamento a strappo a due mani;
- sollevamento a slancio a due mani.

## Titoli in palio
| Categoria            | Eventi      |
| -------------------- | ----------- |
| Pesi gallo           | 56 kg       |
| Pesi piuma           | 60 kg       |
| Pesi leggeri         | 67.5 kg     |
| Pesi medi            | 75 kg       |
| Pesi massimi leggeri | 82.5 kg     |
| Pesi mediomassimi    | 90 kg       |
| Pesi massimi         | Oltre 90 kg |

## Risultati
| Evento       | Oro              | Oro   | Argento             | Argento | Bronzo               | Bronzo |
| ------------ | ---------------- | ----- | ------------------- | ------- | -------------------- | ------ |
| 56 kg.       | Ivan Udodov      | 315,0 | Karel Saitl         | 280,0   | Sebastiano Mannironi | 277,5  |
| 60 kg.       | Nikolaj Saksonov | 337,5 | Rafaėl' Čimiškjan   | 332,5   | Einar Eriksson       | 307,5  |
| 67,5 kg.     | Dmitrij Ivanov   | 365,0 | Åke Hedberg         | 332,5   | Tuure Tanni          | 330,0  |
| 75 kg.       | Jurij Duganov    | 357,5 | Václav Pšenička Jr. | 352,5   | Ermanno Pignatti     | 352,5  |
| 82,5 kg.     | Arkadij Vorob'ëv | 430,0 | Trofim Lomakin      | 427,5   | Leslie Willoughby    | 355,0  |
| 90 kg.       | Wilhelm Flenner  | 362,5 | Jens Jørn Mortensen | 355,0   | Sigvard Kinnunen     | 355,0  |
| Oltre 90 kg. | Heinz Schattner  | 427,5 | Theo Aaldering      | 415,0   | Franz Hölbl          | 397,5  |

## Medagliere
| Posiz. | Nazione          | Oro | Argento | Bronzo | Totale |
| ------ | ---------------- | --- | ------- | ------ | ------ |
| 1      | Unione Sovietica | 5   | 2       | 0      | 7      |
| 2      | Germania Ovest   | 1   | 1       | 0      | 2      |
| 3      | Austria          | 1   | 0       | 1      | 2      |
| 4      | Cecoslovacchia   | 0   | 2       | 0      | 2      |
| 5      | Svezia           | 0   | 1       | 2      | 3      |
| 6      | Danimarca        | 0   | 1       | 0      | 1      |
| 7      | Italia           | 0   | 0       | 2      | 2      |
| 8      | Finlandia        | 0   | 0       | 1      | 1      |
| 8      | Regno Unito      | 0   | 0       | 1      | 1      |
| Totale | Totale           | 7   | 7       | 7      | 21     |

## Classifica a squadre
Il sistema di punteggio è basato sui punti distribuiti per l'esercizio totale in base allo schema adottato nel 1948:
| Pos. | Squadra          | Punti |
| ---- | ---------------- | ----- |
| 1    | Unione Sovietica | 31    |
| 2    | Germania Ovest   | 8     |
| 3    | Austria          | 6     |
| 4    | Cecoslovacchia   | 6     |
| 5    | Svezia           | 5     |
| 6    | Danimarca        | 3     |
| 7    | Italia           | 2     |
| 8    | Finlandia        | 1     |
| 9    | Regno Unito      | 1     |